# Monchy-le-Preux
Monchy-le-Preux är en kommun i departementet Pas-de-Calais i regionen Hauts-de-France i norra Frankrike. Kommunen ligger i kantonen Vitry-en-Artois som tillhör arrondissementet Arras. År 2022 hade Monchy-le-Preux 656 invånare.

## Befolkningsutveckling
Antalet invånare i kommunen Monchy-le-Preux
| Referens: INSEE |